# МСК+1
| KALT | МСК−1 (калининградское время)  | MSK–1 (UTC+2)  | 12:21 |
| MSK  | МСК (московское время)         | MSK+0 (UTC+3)  | 13:21 |
| SAMT | МСК+1 (самарское время)        | MSK+1 (UTC+4)  | 14:21 |
| YEKT | МСК+2 (екатеринбургское время) | MSK+2 (UTC+5)  | 15:21 |
| OMST | МСК+3 (омское время)           | MSK+3 (UTC+6)  | 16:21 |
| KRAT | МСК+4 (красноярское время)     | MSK+4 (UTC+7)  | 17:21 |
| IRKT | МСК+5 (иркутское время)        | MSK+5 (UTC+8)  | 18:21 |
| YAKT | МСК+6 (якутское время)         | MSK+6 (UTC+9)  | 19:21 |
| VLAT | МСК+7 (владивостокское время)  | MSK+7 (UTC+10) | 20:21 |
| MAGT | МСК+8 (магаданское время)      | MSK+8 (UTC+11) | 21:21 |
| PETT | МСК+9 (камчатское время)       | MSK+9 (UTC+12) | 22:21 |

МСК+1, московское время плюс 1 час — время 3-й часовой зоны России, соответствует UTC+4.
Это время применяют Удмуртская Республика, Астраханская область, Самарская область, Саратовская область и Ульяновская область.

## История
На территории России время, опережающее на 1 час московское время (МСК+1), стало применяться с 1919—1924 годов, когда в стране вводилась международная система часовых поясов.
В 1960-х годах и в последующий период зона МСК+1 сужалась из-за перехода образующих её регионов на московское время. В 2010 году зона МСК+1 была упразднена.
В 2011 году в России был отменён сезонный перевод часов, причём отменён осенний возврат на «зимнее» время — страна перешла на постоянное летнее время. Время МСК+1 вновь стало применяться после перехода страны на постоянное «зимнее» время с осени 2014 года.

### Время МСК+1 относительно UTC
Начиная с указанной даты:
- 02.05.1924 — UTC+3;
- 21.06.1930 — UTC+4;
- 01.04.1981 — UTC+5 (летнее), UTC+4 («зимнее»);
- 31.03.1991 — UTC+4 (летнее), UTC+3 («зимнее»);
- 19.01.1992 — UTC+4;
- 29.03.1992 — UTC+5 (летнее), UTC+4 («зимнее»);
- 28.03.2010 — время МСК+1 не применялось;
- 26.10.2014 по настоящее время — UTC+4.

### Время МСК+1 в регионах
По состоянию на данный год или начиная с указанной точной даты — для краткости указан административный центр региона (по административно-территориальному делению на 2015 год), в скобках приведены бывшие на тот момент названия городов:
- 1947 — Астрахань, Владикавказ (Орджоникидзе), Владимир, Волгоград (Сталинград), Воронеж, Грозный, Иваново, Ижевск, Йошкар-Ола, Казань, Киров, Кострома, Краснодар, Липецк, Майкоп, Махачкала, Нальчик, Нижний Новгород (Горький), Пенза, Ростов-на-Дону, Рязань, Самара (Куйбышев), Саранск, Саратов, Ставрополь, Сыктывкар (с западными районами Коми АССР), Тамбов, Ульяновск, Чебоксары, Черкесск, Элиста (Степной), а также восточные районы Архангельской и Вологодской областей и западные районы Ненецкого национального округа и Молотовской области (включая Коми-Пермяцкий национальный округ)[5].
- 1962 — Архангельск, Астрахань, Владикавказ (Орджоникидзе), Волгоград, Вологда, Грозный, Ижевск, Йошкар-Ола, Казань, Киров, Махачкала, Нальчик, Нижний Новгород (Горький), Пенза, Самара (Куйбышев), Саранск, Саратов, Сыктывкар, Ульяновск, Чебоксары, Элиста[3].
- 1969 — Астрахань, Волгоград, Грозный, Ижевск, Киров, Махачкала, Самара (Куйбышев), Саратов, Сыктывкар, Ульяновск, Элиста[4][6].
- 1973 — Астрахань, Волгоград, Ижевск, Киров, Нарьян-Мар, Самара (Куйбышев), Саратов, Сыктывкар, Ульяновск[7].
- 01.10.1981 — перечисленные по состоянию на 1947 год, а также: Архангельск, Вологда, Ярославль.
- 01.04.1982 — Астрахань, Волгоград, Ижевск, Киров, Нарьян-Мар, Самара (Куйбышев), Саратов, Сыктывкар, Ульяновск.
- 27.03.1988 — Астрахань, Ижевск, Киров, Самара (Куйбышев), Ульяновск.
- 26.03.1989 — Ижевск.
- 29.09.1991 — Самара[8] и, предположительно, Астрахань, Волгоград, Грозный, Казань, Киров, Саратов[* 2].
- 19.01.1992 — Ижевск, Самара.
- 28.03.2010 — время МСК+1 не применялось.
- 26.10.2014 — Ижевск, Самара.
- 27.03.2016 — Астрахань, Ижевск, Самара, Ульяновск.
- 04.12.2016 — Астрахань, Ижевск, Самара, Саратов, Ульяновск.
- 28.10.2018 — Астрахань, Волгоград, Ижевск, Самара, Саратов, Ульяновск.
- 27.12.2020 по настоящее время — Астрахань, Ижевск, Самара, Саратов, Ульяновск.

## Упразднение часовой зоны
В 2009—2010 годах президентом Медведевым была инициирована кампания по сокращению в России количества часовых зон. В марте 2010 года, с учётом ранее поданных обращений от местной власти регионов, постановлениями правительства России Удмуртия и Самарская область были переведены на московское время (летнее — UTC+4, «зимнее» — UTC+3).
Перевод ряда регионов России в 2010 году в соседние западные часовые зоны вызвал недовольство населения этих регионов, а планировавшееся в конце 2010 года дальнейшее сокращение количества часовых зон привели к недовольству населения и в других регионах страны.
Помимо смещения светового дня на утренние часы, которым была недовольна значительная часть населения Удмуртии и Самарской области, у жителей вблизи восточной границы обновлённой московской часовой зоны появились проблемы из-за двухчасовой разницы с соседними регионами. Так, в посёлке Новый, в Удмуртии, около 70 % жителей работали или учились в соседнем городе Чайковский, в Пермском крае (МСК+2). Родителям, выходящим из дома, например, в 8:30 по пермскому времени, некуда было девать детей — в Удмуртии в 6:30 местные детские сады и школы были ещё закрыты. В ответ на желание жителей ввести в посёлке пермское время районная администрация предложила местным организациям и предприятиям устанавливать удобный режим работы.
В Самарской области в посёлке Лесной не было своей школы и местные дети в основном учились в Оренбургской области (МСК+2). С упразднением часовой зоны МСК+1 дети ежедневно отправлялись на занятия к 6:00 по местному времени. У жителей самарского райцентра Похвистнево были подобные проблемы, связанные с учёбой в оренбургских техникумах в Бугуруслане.

## Восстановление часовой зоны

### Самарская область и Удмуртия
В 2011 году организаторы реформы приняли решение об отмене сезонного перевода часов и переходе на постоянное летнее время. Это частично компенсировало смещение светового дня на утро в регионах, переведённых в другие часовые зоны в 2010 году, в частности в Удмуртии и Самарской области. Однако во всех других регионах после перехода на постоянное летнее время в 2011 году световой день в зимний период — с конца октября до конца марта — сместился на вечерние часы, что было негативно воспринято некоторой частью населения, так как светать стало непривычно поздно. Эти обстоятельства привели к необходимости возврата на «зимнее» время всех регионов, кроме переведённых в другие часовые зоны в 2010 году. Соответствующий закон был подписан президентом 21 июля 2014 года, и с 26 октября 2014 года часовая зона МСК+1 была восстановлена.

### Астраханская область
С 10 мая по 10 июня 2015 на сайте Министерства транспорта и природных ресурсов Астраханской области проводился опрос, какое время для области считать правильным — МСК (действующее), МСК+1 или МСК+2. В опросе участвовало 8148 человек. Из общего числа опрошенных 28 % проголосовало за МСК+1 и 32 % — за МСК+2. В августе 2015 года депутаты Астраханской области направили в Госдуму законопроект о переходе региона на время МСК+1. Законопроект получил положительный отзыв правительства России с формулировкой: «Указанные изменения приведут к увеличению суммарного за год эффективно используемого населением светлого вечернего времени суток в период с 18 до 23 часов». Закон был подписан президентом 15 февраля 2016 года. Переход на время МСК+1 состоялся 27 марта 2016 года.

### Ульяновская область
Вопрос перехода Ульяновской области на время МСК+1 стал активно обсуждаться в мае 2015 года. Соответствующий законопроект был рассмотрен Госдумой и принят в первом чтении 17 февраля 2016 года. Переход на время МСК+1 состоялся 27 марта 2016 года.

### Саратовская область
3 марта 2016 года Министерство образования Саратовской области запустило на своём сайте опрос «О целесообразности перехода Саратовской области в часовой пояс, соответствующий географическому расположению». Как сообщала пресс-служба ведомства, было опрошено 16 550 человек — педагоги, учащиеся и их родители. Итоги были подведены 28 марта. По результатам исследования оказалось, что 22 % опрошенных хотело бы оставить московское время, 51 % — перевести часы на 1 час вперёд, а 25 % — на 2 часа вперёд.
28 апреля 2016 года в Госдуму РФ депутатом О. Н. Алимовой был внесён законопроект о переходе на время МСК+1. Однако он был рассмотрен позднее аналогичного законопроекта, внесённого 26 мая 2016 года Саратовской областной Думой. После принятия Госдумой закон был подписан президентом 22 ноября 2016 года. Переход на время МСК+1 состоялся 4 декабря 2016 года.

### Волгоградская область
18 марта 2018 года в регионе прошёл референдум по вопросу местного времени. За внесение Волгоградской областной Думой законопроекта в Госдуму о переходе на время МСК+1 проголосовало более 58 процентов участвовавших в референдуме, против — около 40 процентов. Законопроект был внесён в Госдуму 27 апреля 2018 года, закон был подписан президентом 11 октября 2018 года. Переход на время МСК+1 состоялся 28 октября 2018 года.

### Кировская область
Вопрос о переходе на время МСК+1 рассматривался в Законодательном собрании Кировской области в мае 2016 года. Было отмечено, что в Ассоциации «Совета муниципальных образований Кировской области» за инициативу высказались 22 муниципальных образования, против — 13. Инициативу поддержал и региональный Росстандарт. Против инициативы выступили правительство и Общественная палата региона, а также комитет по социальным вопросам Заксобрания.

### Пензенская область
В 2016 году собирались подписи за переход на время МСК+1, соответствующая петиция была направлена в Законодательное собрание Пензенской области. В октябре 2016 года по этой теме прошла открытая дискуссия в одном из информационных агентств. В 2017 году вопрос прокомментировал губернатор Пензенской области, отметив, что не было массовых обращений жителей по этой теме. Вновь вопрос был поднят в декабре 2018 года одним из депутатов Пензенской городской думы.

### Татарстан
В декабре 2015 года на совещании в Госсовете Республики Татарстан обсуждался вопрос перехода на время МСК+1. Авторы обращения и приглашённые учёные заявили о необходимости перехода. Однако большинство присутствовавших не поддержали это предложение. В апреле 2018 года в Госсовете обсуждалось обращение граждан, направленное в комитет по экологии, с просьбой перейти на время МСК+1. Предложение не было поддержано выступавшими представителями от различных ведомств.

## Часовая зона МСК+1
- Астраханская область
- Самарская область
- Саратовская область
- Удмуртия
- Ульяновская область